# فرودگاه پری–ورشو
 فرودگاه پری–ورشو (به انگلیسی: Perry–Warsaw Airport) یک فرودگاه همگانی است که یک باند فرود آسفالت دارد و طول باند آن ۱۰۶۷ متر است. این فرودگاه در کشور ایالات متحده آمریکا قرار دارد و در ارتفاع ۴۷۵٫۲ متری از سطح دریا واقع شده است.